# Showbiz
Showbiz är debutalbumet av den brittiska rockgruppen Muse, utgivet den 4 oktober 1999 på Taste Media/Mushroom Records.

## Låtlista
All text och musik är skriven av Matthew Bellamy.
1. "Sunburn" – 3:54
2. "Muscle Museum" – 4:23
3. "Fillip" – 4:01
4. "Falling Down" – 4:33
5. "Cave" – 4:46
6. "Showbiz" – 5:16
7. "Unintended" – 3:57
8. "Uno" – 3:37
9. "Sober" – 4:04
10. "Escape" – 3:31
11. "Overdue" – 2:26
12. "Hate This and I'll Love You" – 5:09

muse.mu mp3 version
1. "Spiral Static" – 4:44

Japansk version
1. "Spiral Static" – 4:44
2. "Escape" – 3:31
3. "Overdue" – 2:26
4. "Hate This and I'll Love You" – 5:09

Benelux edition bonus CD
1. "Host" – 4:17
2. "Coma" – 3:35
3. "Pink Ego Box" – 3:32
4. "Forced In" – 5:10
5. "Agitated" – 2:23
6. "Yes Please" – 3:05
7. "Fillip" (live) – 3:46
8. "Do We Need This?" (live) – 4:129